# Miomantis paykullii
Espèce
Miomantis paykullii est une espèce de mantes de la famille des Miomantidae.

## Distribution
Cette espèce est présente dans de nombreux pays africains dont la Côte d'Ivoire, l'Égypte, le Ghana, l'Ouganda, le Sénégal et le Togo.

## Description
Les adultes peuvent atteindre une taille comprise entre 3,5 et 4,5 cm

## Systématique
Le nom valide complet (avec auteur) de ce taxon est Miomantis paykullii Stal, 1871.
Miomantis paykullii a pour synonymes :
- Miomantis pharaonica Saussure, 1898
- Miomantis pharaonis Kirby, 1904
- Miomantis savignyi Saussure, 1872
- Miomantis senegalensis Schulthess-Rechberg, 1899